# Schizognathus macleayi
Schizognathus macleayi är en skalbaggsart som beskrevs av Fischer von Waldheim 1823. Schizognathus macleayi ingår i släktet Schizognathus och familjen Rutelidae. Inga underarter finns listade i Catalogue of Life.